# 巨乳
巨乳（きょにゅう）は、外見上巨大な乳房、またはその乳房を有する女性を指す造語。

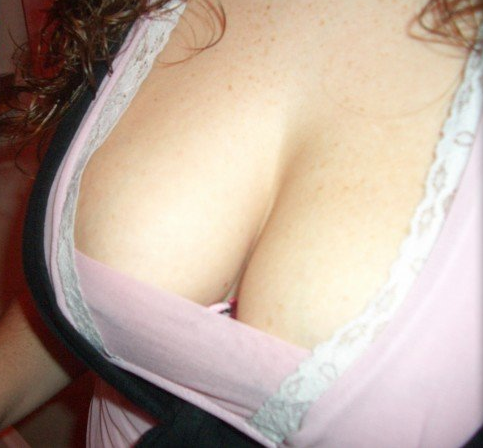
乳房が大きな女性

## 概要
乳房がどの程度まで大きく膨らんで（成長して）いれば巨乳と感じるかは、この言葉の使用者の主観に大きく左右される。そのような主観について統計的に調べたデータがあり、マイナビウーマンによる調査では、男女ともDカップ以上から巨乳だと思う人が多かったほか、巨乳だと感じるブラジャーのカップはEカップ以上と答えた人が多かった。
日本の下着メーカーの行った調査によると、乳房の大きな女性が増えてきているという。例えば、トリンプ・インターナショナル・ジャパンによる調査では、1980年ではAカップが60%ほど、Dカップ以上は4.5%であった。しかし、2004年では30%近くがDカップ以上、2011年では41.5%がDカップ以上（Eカップ以上は約20%）だという。以前は乳房が大きいことは恥ずかしい、隠したいという傾向があったが、2006年時点では意識が変わり、大きめのカップを選ぶ女性も増えているという。
他にも類義語として爆乳（ばくにゅう）、超乳（ちょうにゅう）、魔乳（まにゅう）などが使われている。対義語に、小さいまたは平らな乳房のことを指す造語として貧乳（ひんにゅう）、微乳（びにゅう）、無乳（むにゅう）などが使われている。極乳という表現もAVなどで使われたが、あまり定着していない。また、大きさや小ささは別として形の美しい乳房を美乳（びにゅう）と言う使い方もある。
女性タレントやグラビアアイドルの巨乳を形容するのに、スイカップ（古瀬絵理）などといった語が用いられることがあった。ちなみに、スイカにあたる英語watermelonは、俗語で爆乳のことである。
※日本人女性の平均カップサイズはトリンプ調査によると以下のように推移している。1980年にブラジャーの規格やサイズ表記の基準となる新JIS基準改定が行われ、それまで品目やメーカーによってバラつきがあった規格やサイズが日本人の体形に対応するものへと変化させて統一された。カップサイズとアンダーバストの周径値での表記となったのはこの頃からである。海外でもカップサイズの調査が行われているが、日本のDカップと海外のDカップは容量が異なる場合が多い。特にイギリスとアメリカのブラジャーサイズについては計算方式も異なっている。イギリスやアメリカのブラジャーのDカップは、日本ではEカップに相当する。

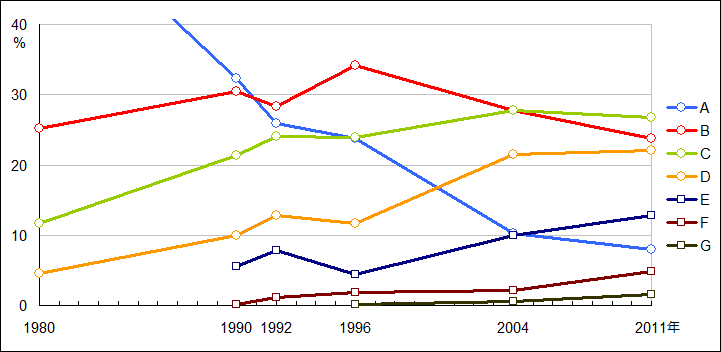
年代別 バストサイズの変化

| 調査年             | Aカップ | Bカップ | Cカップ | Dカップ | Eカップ | Fカップ | Gカップ |
| ------------------ | ------- | ------- | ------- | ------- | ------- | ------- | ------- |
| 1980年（昭和55年） | 58.6%   | 25.2%   | 11.7%   | 4.5%    | -       | -       | -       |
| 1990年（平成2年）  | 32.3%   | 30.5%   | 21.4%   | 10.0%   | 5.6%    | 0.2%    | -       |
| 1992年（平成4年）  | 25.9%   | 28.3%   | 24.1%   | 12.8%   | 7.8%    | 1.1%    | -       |
| 1996年（平成8年）  | 23.8%   | 34.2%   | 23.9%   | 11.7%   | 4.4%    | 1.8%    | 0.2%    |
| 2004年（平成16年） | 10.2%   | 27.8%   | 27.8%   | 21.5%   | 10.0%   | 2.1%    | 0.6%    |
| 2011年（平成23年） | 8.0%    | 23.8%   | 26.7%   | 22.0%   | 12.8%   | 4.8%    | 1.9%    |
| 2014年（平成26年） | 5.3%    | 20.5%   | 26.3%   | 24.1%   | 16.2%   | 6.0%    | 1.6%    |

巨乳の女性は肩こりに悩む人が多いと思われがちであるが、一概にバストの大きさと肩こりの因果関係を結び付けられるものではない。バストが原因の肩こりはカップサイズに関係なく、選択するブラジャーのサイズや着用方法（フィット感）が正しくない時に生じるとされる。また、バストの大きな女性の場合、乳房の重さから首や肩の皮膚に負担が掛かるため猫背気味になりがちであり、それが原因で肩周りの筋肉の凝りを覚えることがある。そのため、他の健康上のリスクを抱えることにもなる。
衣服の選択にも困る場合がある。バストサイズに合わせると洋服のサイズ（号数）が大きくなるばかりで、ブカブカのことがあり、ボディラインを美しく見せるシルエットに特化したデザインは少ない。そうした声を受け、近年になってバストラインを魅力的に見せながら体型もすっきりと見せるデザインを施したブランドも徐々に増えつつある。
一方で、大きなバストを敢えてコンパクトに整えて、サイズダウンしたように見せるブラジャーの需要も増えており、主要下着メーカーからリリースされている。

## 来歴

### 前史
世界各地の先史時代の地母神と推定される像には、豊穣と多産の象徴として乳房を大きく誇張して制作されたものがある。オーストリアの後期旧石器時代の石像・ヴィレンドルフのヴィーナスもその一例である
。
フランス・ドルドーニュ県で発見されたローセルのヴィーナスも豊穣の象徴とみなされることがあるが、その解釈には諸説ある。
1世紀から2世紀に制作されたインドのヤクシニーの像にも、豊満な姿で表現されたものがある。
『神統記』116-122行に「胸ひろきガイア」という記述があるが、ガイアも地母神だった可能性がある。古代ギリシア人は乳房よりも臀部を重視し、巨乳は必ずしも評価されなかった。
その後、中世ヨーロッパでは裸体はキリスト教の「罪」と結びつけられ、美術品でも乳房を直接表現することは少なくなった。ルネサンス以降は露出した乳房も再び描かれるようになる。
日本語の古い文献で巨乳に言及したものとして『万葉集』がある。巻第九（1738）「上総の末の珠名娘子を詠む一首」に次のような記述がある。

### ボインの時代
「巨乳」という言葉が登場するまでは、大きな乳房を示す言葉として「ボイン」、「デカパイ」という言葉が使われていた。
ボインという言葉は1960年代初頭より成人向け雑誌に散見されていたが、一般に広く知られるようになったのは、1967年に大橋巨泉がテレビ番組『11PM』において朝丘雪路の乳房をボインと表現し、転じて朝丘をボインちゃんというあだ名で呼び始めたのがきっかけである。
また、1969年に月亭可朝が『嘆きのボイン』を発表し80万枚を売り上げるヒットとなったこともあり、ボインという呼称が定着した。ボインは、1970年代には永井豪のキューティーハニーの歌詞にも使用され、小島功の『ヒゲとボイン』のように漫画のタイトルにもなり、1980年代に入っても人気アニメ『まいっちんぐマチコ先生』で「ボインタッチ」の語が使われた。
アイドル界においては長らく清廉性が求められ、大きなバストはタブー視されていたが、1970年代後期に榊原郁恵が「健康的なお色気」という形でアイドル性との両立を果たし、その後のいわゆる巨乳アイドルの先駆けとなった。1977年、ハウス食品工業（現・ハウス食品）の「ハウス プリンミクス」のCMが放送される（子供たちが「デカプリン」と叫ぶと、大場久美子が恥ずかしそうに胸を押さえる）。この影響もあってか、ボインという単語は徐々にデカパイに置き換わっていく。
80年代には「Dカップ」ブームが起こった。これはアメリカではDカップ以上が巨乳とされたことに由来し、後述の『BACHELOR』など洋物ポルノ雑誌が初出。のちにAV作やグラビア雑誌で使用された。当時は実際にはDカップ以上でもDカップと称された。
90年代以降になると、造語である「巨乳」という語への置き換えが進み、2015年になると、俗語としての「ボイン」は事実上の死語となった。それでも、『週刊プレイボーイ』誌は2014年以降、「グラドルボイン番付」という企画を年1回特集している。これまでに横綱になったのは星名美津紀(Hカップ)、鈴木ふみ奈(Hカップ)、青山ひかる(Iカップ)、天木じゅん(Iカップ)、柳瀬早紀(Iカップ)、忍野さら(Gカップ)、RaMu(Hカップ)、ちとせよしの(Hカップ)、ももせもも(Mカップ)、原つむぎ(Hカップ)、藤乃あおい(Iカップ)、風吹ケイ(Jカップ)など。

### 巨乳の誕生
巨乳と言う言葉自体は、『平凡パンチ』1967年8月28日号においてジェーン・マンスフィールドの胸を表現する際に使われている。安田理央によると、1983年頃から『BACHELOR』誌で「巨乳」という表現が使われたことがこの言葉が世に広がる発端となったのは間違いない。
1985年6月に日本で劇場公開されたアメリカの成人映画『Raw Talent』（1984年製作、監督：ラリー・レヴィーン）の邦題『マシュマロ・ウェーブ／巨乳』に使われたのが、一般に向けての最初の使用例であるという説がある。1985年12月には、ラス・メイヤー監督作『Beneath The Valley of The Ultra-Vixens』（1979年製作）が『ウルトラ・ビクセン/大巨乳たち』の邦題で公開された（後に『ウルトラ・ヴィクセン』に改題）。
日本製作の映像作品のタイトルにおける初期の使用例としては、1986年4月に発売されたアダルトビデオ『SM巨乳奴隷』（STUDIO418、主演：吉沢まどか）や、1986年8月に成人映画・アダルトビデオとして同時公開された『巨乳』（新東宝映画、監督：細山智明、主演：菊池えり）などがある。
「巨乳」という言葉がより一般レベルで定着したのは、AV女優界では松坂季実子（1989年2月デビュー）の登場によるところが大きい。日本人のタレントに巨乳という言葉を最初に使ったのは1989年2月発売の『FLASH』誌の松坂季実子の紹介記事であるという報道さえ存在する。一般の芸能界では1990年代初頭にかとうれいこ、細川ふみえらが人気を博し、AVから縁遠い少年や女性の間にも「巨乳」という言葉が浸透した。かとうや細川らの登場以前は、巨乳という言葉は既にあったものの、AV専用に近かった。
放送コードの厳格化以前であった2000年代初頭までは、びっくり人間系の番組で世界レベルのサイズとなる著しい大きさの巨乳の女性が紹介されることがあった。

## 言葉としての巨乳
風俗史研究者である井上章一は、従来は「－乳」と言えば牛乳・母乳など液体の乳（乳汁）を指していたところ、「－乳」と言った語によって乳房の形状・状態を表す熟語となったことは、日本人にとっての言語感覚の転機となったとも言い得る、としている。1993年には「爆乳」という言葉が派生し、さらに1990年代後半に杉作J太郎が「貧乳」と言う言葉を用いだした。「貧乳」という用語自体は1989年に連載が始まった安永航一郎のコミック「巨乳ハンター」で巨乳の対義語として多用されているなど、1980年代に既に使用例がある。同作では「盆地胸」など定着しなかった用語を含め、胸に関する多彩な表現が試みられている。スラングとしては「ホルスタイン」などがある。

### 爆乳
爆乳（ばくにゅう）は乳房が非常に大きいことを表す若者ことばである。『日本俗語大辞典』によると下品な語感を伴う単語である。類語として巨乳、ちちうし、でかぱい、ボイン、ホルスタインなどがある。
『現代用語の基礎知識 1996』が見出し語として採録した。『日本国語大辞典』（2001年）および『広辞苑』第七版（2018年）には採録なし。

### 豊乳
豊乳（ほうにゅう）は、美しくふっくらとした、大きなおっぱい。また、人工的にそのように形成すること。豊胸に同じ。
電車内の吊り広告において巨乳の言い換え（同義語）として使用されることもある。吊り広告にはいくつかのNGワードがあり、「巨乳」もその一つである。『週刊プレイボーイ』2013年4月8日号によると、女性の体に優劣の評価を下す表現は吊り広告で使用できないので「豊乳」と言い換えることになっている。また、2008年に発行された『AERA』が小桜セレナのリアル逆転裁判を伝える際、101センチの超乳を豊乳と呼んでいる。

### ホルスタイン
ホルスタインは、胸が非常に大きい女性をからかって言う言葉である。乳牛のホルスタインは乳房がよく発達し、「乳牛の王」と呼ばれることから転じた用法。

### その他
その他、非常に大きな乳房を表す俗語として超乳・魔乳などがある。三次元の人物に対してこの表現が使用された一例として、小桜セレナの96センチJカップを超乳と呼んだ報道がある。